# Sevenig (Our)
Sevenig is een plaats in de Duitse deelstaat Rijnland-Palts, en maakt deel uit van de Eifelkreis Bitburg-Prüm.
Sevenig (Our) telt 78 inwoners.

## Bestuur
De plaats is een Ortsgemeinde en maakt deel uit van de Verbandsgemeinde Arzfeld.

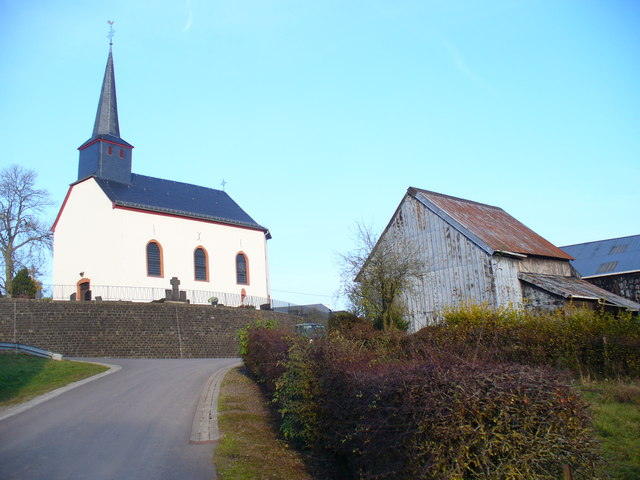
Parochiekerk van Sevenig

Verbandsvrije stad:  Bitburg